# Marino Morettini
Marino Morettini (Vertova, Província de Bèrgam, 1 de febrer de 1931 - Milà, 10 de desembre de 1990) va ser un ciclista italià que fou professional entre 1954 i 1962.
Abans de fer el salt al professionalisme va prendre part en els Jocs Olímpics de Hèlsinki de 1952 on va disputar dues proves del program de ciclisme. En la prova de persecució per equips, formant equip amb Loris Campana, Mino de Rossi i Guido Messina, va guanyar la medalla d'or, mentre en la del quilòmetre contrarellotge, guanyà la medalla de plata en finalitzar darrere Russell Mockridge.

## Palmarès
- 1950
  -  Campió d'Itàlia del quilòmetre contrarellotge amateur
- 1951
  -  Campió d'Itàlia del quilòmetre contrarellotge amateur
- 1952
  -  Campió d'Itàlia del quilòmetre contrarellotge amateur
  -  Medalla d'or als Jocs Olímpics de Hèlsinki en persecució per equips
  -  Medalla de plata als Jocs Olímpics de Hèlsinki en quilòmetre contrarellotge
- 1953
  -  Campió del món de velocitat amateur
  -  Campió d'Itàlia del quilòmetre contrarellotge amateur